# Actinote binghamae
Actinote binghamae is een vlinder uit de familie van de Nymphalidae. De wetenschappelijke naam van de soort is voor het eerst geldig gepubliceerd in 1913 door Harrison Gray Dyar.